# Каталонска вендета
Каталонската вендета или[източник? (Поискан днес)] Каталонското отмъщение (на каталонски: Venjança catalana) е исторически термин, който възниква в резултат от убийството на Роже де Флор, и още около сто алмогавари от т.нар. каталанска компания през 1305 г. по заповед на Михаил, син на император Андроник II. След убийството следва жестоко отмъщение от страна на обезглавената каталанска компания, изразяващо се в серия грабежи, убийства и опустошения на византийската територия в Европа, и най-вече на Тракия, и в частност Източна Тракия. От тяхното отмъщение не е пощадена и Света гора, в която са разрушени и разграбени много от светогорските манастири.
Вендетата, изразяваща се в опустошения и грабежи, продължава две години.